# یون چان یونگ
یون چان یونگ (کره‌ای: 윤찬영؛ زادهٔ ۲۵ آوریل ۲۰۰۱) بازیگر اهل کره جنوبی است. او حرفهٔ خود را به عنوان بازیگر کودک آغاز کرد و به خاطر ایفای نقش در مجموعهٔ نتفلیکس سال ۲۰۲۲، ما همه مرده‌ایم، شهرت زیادی به دست آورد.

## فیلم‌شناسی

### فیلم
| سال  | عنوان                 | نقش                 | توضیحات | منابع |
| ---- | --------------------- | ------------------- | ------- | ----- |
| ۲۰۱۴ | میراث                 | هان جونگ دو (جوانی) |         |       |
| ۲۰۱۴ | قبر عزادار            | کانگ این سو (جوانی) |         |       |
| ۲۰۱۴ | منهول                 | سو چول (جوانی)      |         |       |
| ۲۰۱۷ | پسرم به سن بلوغ رسیده | وو هان چول          |         |       |
| ۲۰۱۷ | مادران                | جونگ ووک            |         |       |
| ۲۰۱۹ | تولد                  | جونگ سو هو          |         |       |
| ۲۰۱۹ | تقصیر تو نیست         | جون یونگ / جی گون   |         |       |
| ۲۰۲۰ | نور برای جوانان       | یی جون              |         |       |

### مجموعه تلویزیونی
| سال  | عنوان                  | شبکه   | نقش                        | منابع |
| ---- | ---------------------- | ------ | -------------------------- | ----- |
| ۲۰۱۳ | وقتی یک مرد عاشق می‌شود | ام‌بی‌سی | لی جه هی (جوانی)           |       |
| ۲۰۱۳ | مونستار                | ام‌نت   | جونگ سون وو (جوانی)        |       |
| ۲۰۱۴ | تیم پلوتون (ko)        | ئی‌بی‌اس | لی وو جین                  | [ ۳ ] |
| ۲۰۱۴ | گپ دونگ                | تی‌وی‌ان | ریو ته اوه (جوانی)         |       |
| ۲۰۱۴ | مامان                  | ام‌بی‌سی | هان گو رو                  |       |
| ۲۰۱۵ | جونگ میونگ             | ام‌بی‌سی | هونگ جو وون (جوانی)        |       |
| ۲۰۱۵ | شش اژدهای پرنده        | اس‌بی‌اس | دانگ سه (جوانی)            | [ ۴ ] |
| ۲۰۱۵ | آدامس بادکنکی          | تی‌وی‌ان | پارک ری هوان (جوانی)       | [ ۵ ] |
| ۲۰۱۶ | وزش نسیم               | ام‌بی‌سی | لی جانگ گو (جوانی)         |       |
| ۲۰۱۶ | دکتر رمانتیک           | اس‌بی‌اس | کانگ دونگ جو (جوانی)       |       |
| ۲۰۱۷ | عروس هابک              | تی‌وی‌ان | شین هو یه (جوانی)          |       |
| ۲۰۱۷ | پادشاه عاشق            | ام‌بی‌سی | وانگ رین (جوانی)           |       |
| ۲۰۱۸ | اوه، مرموز             | اس‌بی‌اس | کیم جونگ سام (جوانی)       | [ ۶ ] |
| ۲۰۱۸ | هنوز ۱۷                | اس‌بی‌اس | گونگ وو جین (جوانی)        | [ ۷ ] |
| ۲۰۱۹ | همه چیز و هیچ چیز      | اس‌بی‌اس | گو مین جه                  |       |
| ۲۰۱۹ | دکتر جان               | اس‌بی‌اس | لی کی سوک                  |       |
| ۲۰۲۰ | هیچ‌کس نمی‌داند          | اس‌بی‌اس | جو دونگ میونگ              |       |
| ۲۰۲۰ | از برامس خوشت میاد؟    | اس‌بی‌اس | سونگ جی مین (حضور افتخاری) |       |

### مجموعه اینترنتی
| سال  | عنوان          | پلتفرم    | نقش         | توضیحات | منابع |
| ---- | -------------- | --------- | ----------- | ------- | ----- |
| ۲۰۲۲ | ما همه مرده‌ایم | نتفلیکس   | لی چونگ سان |         | [ ۸ ] |
| ۲۰۲۲ | Boys Flight    | کی‌تی سیزن | یون تاک     | فصل ۱–۲ | [ ۹ ] |